# 대사동
대사동(大寺洞)은 대전광역시 중구에 속한 법정동 및 행정동이다. 보문산이 위치하고 있어 많은 관광객과 등산객이 찾고 있으며, 동쪽으로는 대전한화생명이글스파크와 서쪽으로는 농협중앙회 충남지역본부가 인접해 있고, 충남대학교병원이 있다. 특히 보문산 공원에는 많은 문화재 및 사찰 약수터가 있어 주민들이 많이 찾는 지역이다. 저소득층·노인층이 비교적 많이 거주하고 빈부 격차가 심하며, 보문산 공원이 동 면적의 60%를 차지하고 있다.

## 지명
보문산의 제2봉은 백제 말기에 신라와 치열하게 싸웠던 곳으로 추측되는 보문산성이 있으며, 지금도 전해져 내려오는 한절골의 유래는 고려 이전의 것으로 추정되고, 보문산 주변의 대사동은 일찍부터 촌락으로 형성되었으며 자연부락으로는 샛골, 한적골, 윗테미, 부처당고개가 있다.

## 교육
- 충남대학교 의과대학, 간호대학
- 대신초등학교

## 시설
- 충남대학교병원